# Diasporarevolten

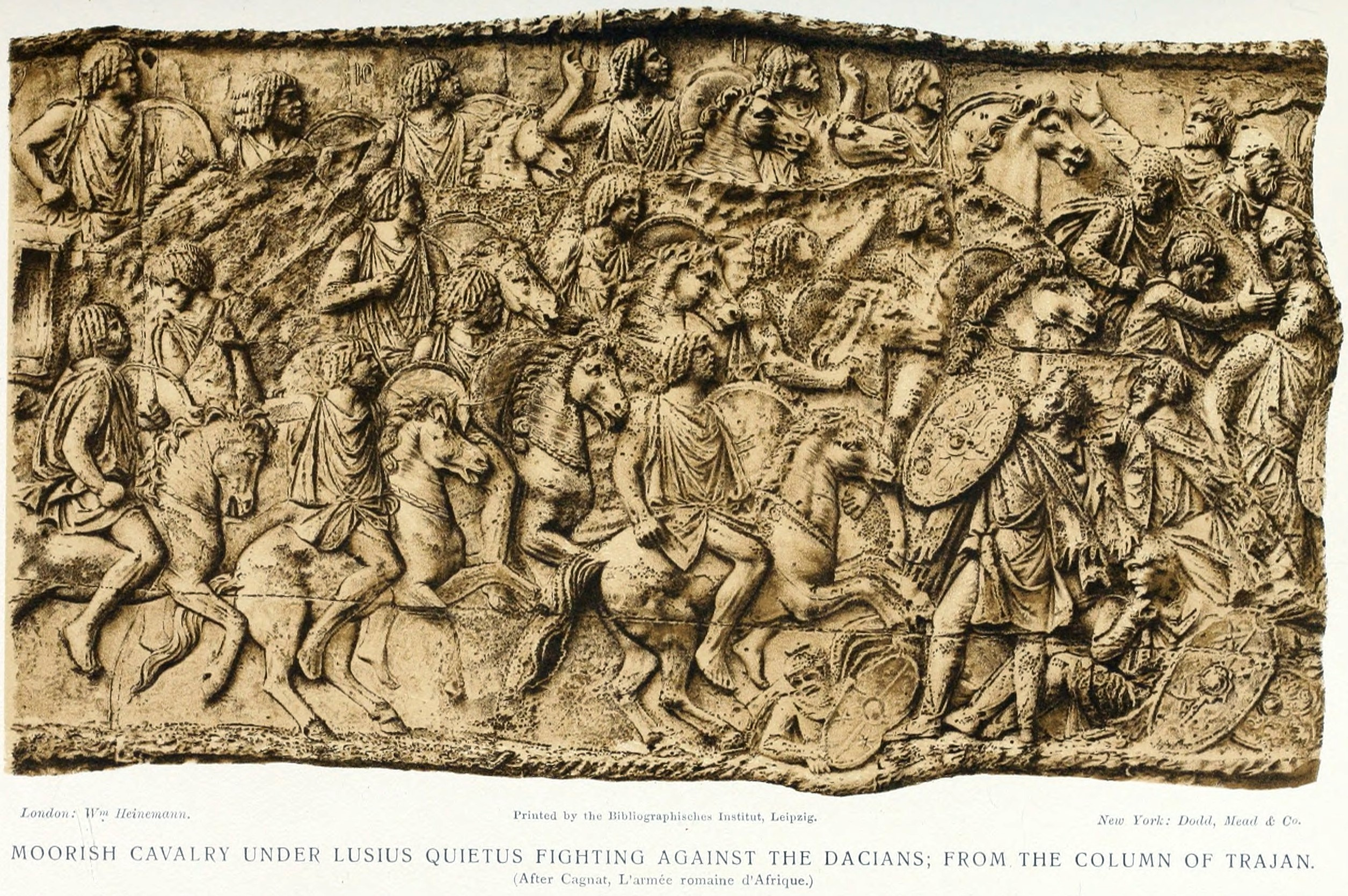
Avbildning av revolten på pelare

Diasporarevolten eller det babyloniska upproret (det andra judiska kriget) kallas ett uppror som judarna gjorde mot Romarriket mellan 115 och 117 e.Kr.

## Bakgrund
Roms makt nådde sin kulmen ungefär år 150 e.Kr. Imperiet sträckte sig från Sudan till Skottland och från Spaniens atlantkust till Tigris och Eufrat. Området bortom Rhen, där germanerna bodde, och området bortom Babylon, där det partiska riket fanns, fick imperiet dock aldrig kontroll över. Man byggde gränsbefästningar, som Hadrianus mur vid gränsen till Skottland, den germanska Limes i södra Tyskland, och gränsbefästningen öster om provinsen Syria/Palestina. Men det fanns stora motsättningar i imperiet mellan olika religiösa och etniska befolkningsgrupper. I synnerhet tycks förtrycket mot judarna i diasporan ha varit omfattande.
Den judiska diasporarevolten var den andra revolten av judarna, och pågick mellan åren 115 och 117. Den rubriceras även som det "andra judiska kriget" alternativt "judarnas uppror mot Trajanus". Judarna kallade revolten "Kitos krig", efter den romerska befälhavaren Lusius Quietus. Upproret började i Kyrene i Libyen, och spred sig snabbt till Egypten. Även på Cypern och i Mesopotamien jäste det i de judiska befolkningscentren. I alla dessa städer/provinser fanns en stor judisk befolkning.

## Upproret
Upproret började år 115 i den romerska provinsen Kyrene i Nordafrika (dagens östra Libyen). Ledaren var en jude med namnet Andreas eller Lukas. Han kallas i historiska källor för kung, och betraktades antagligen av sina anhängare som Messias, jämförbar med Simon bar Kokhba, som var ledaren i Bar Kokhba-revolten (eller det tredje judiska kriget) mellan 132 och 135. Om orsaken till revolten finns inga uppgifter. Den romerska historikern Cassius Dio ger en föga trovärdig skildring av händelsen:
| ”                                           | Nu hade judarna i Kyrene gjort en Andreas till ledare och förintade såväl romare som även greker. De åt köttet av sina offer, gjorde bälten av deras inälvor, smorde deras blod på sina kroppar och klädde sig i deras hudar. Andra kastades inför vilda djur eller fick kämpa som gladiatorer. Sammanlagt dog 220 000 människor. | „ |
| – Cassius Dio, Romersk historia, LXVIII, 32 | |   |

Att judarna var kannibaler och åt människokött var väl en av de större överdrifter som Cassius Dio gjorde när han berättade om de här händelserna. Antagligen tolkade han judarnas kosher-slaktritualer medvetet eller omedvetet fel. Siffrorna över offren är förmodligen även de överdrivna, liksom de påstådda grymma handlingarna judarna utförde mot sina grekisk/romerska medborgare. I övrigt kan man utgå ifrån att de romersk/grekiska fångarna torterades och dräptes på samma sätt som judarna tidigare och senare behandlades av romare/grekerna. De judiska invånarna i Kyrene förstörde de grekiska templen, som var helgade åt Apollon, Zeus, Dioskurerna, Demeter, Artemis och Isis, och likaså förstördes symboliska byggnader för det romerska förtrycket och kulturen såsom Caesareum, basilikan och thermerna. Man antar att orsaken fanns delvis i missnöje mot beskattningen, diskrimineringen av religionen och en radikalisering av den judiska befolkningen som tydligen fortsättningsvis väntade på sin Messias. Den romersk/grekiska befolkningen flydde till Alexandria och Roms straffåtgärder tycks ha lett till att alla kvarvarande judar sedermera dödades eller fördrevs.
Efter striderna beordrade kejsare Trajanus att romerska veteraner skulle bosätta sig i staden. Upproret spreds till Egypten och Alexandria och Cassius Dio bevittnar även här den i hans ögon häpnadsväckande brutaliteten. De romare/greker som flydde till Alexandria massakrerade för sin del många judiska invånare innan Andreas/Lukas drog med sin judiska armé från Kyrene till Alexandria. Den tycks ha varit så stor att guvernören av Egypten, romaren Marcus Rutilius Lupus, blev tvungen att retirera från Alexandria. Judarna intog staden och tände på de romersk/grekiska stadsdelarna. Upproret tycks ha pågått i hela Egypten. Historikern Appianos berättar om plundringar i Thebe 600 km söder om Nildeltat och om strider i Pelusion nära Alexandria.
Även på Cypern där det sedan länge fanns flera större judiska bosättningar började en revolt under ledning av Artemion, som ledde till en massaker mot de grekiska invånarna. Judarna förstörde huvudstaden Salamis och dödade 240 000 greker. Siffrorna är förstås överdrivna, men Cassius Dio berättar att när revolten hade slagits ner stiftades en lag på Cypern som förbjöd judarna att bosätta sig på ön för all framtid.
Kejsare Trajanus skickade den blivande pretorianprefekten Quintus Marcius Turbo till Nordafrika och Legio VII Claudia till Cypern, men den segervana romerska militärmakten lyckades först år 117 kväva upproret. Första åtgärden av de segrande romerska trupperna i Alexandria var att förstöra den stora judiska synagogan. Lika brutalt som judarna hade behandlat sina offer blev de själva torterade och dödade av de romerska legionerna. Kejsare Trajanus själv förde den tiden ett fälttåg mot parterna i Mesopotamien. Första fasen av kriget gick bra och Trajanus och hans trupper övervintrade i Antiochia. Men sedan revolterade befolkningen mot den romerska ockupationen. Även här tycks judarna i diasporan ha varit särskilt ivriga med att bli av med de romerska inkräktarna. De anslöt sig till de partiska trupperna och tillfogade romarna ett svidande nederlag. Trajanus slog visserligen tillbaka motoffensiven och besegrade och förstörde Nisibis, Edessa och Seuliki vid Eufrat, städer där det fanns större judiska befolkningsgrupper. Men läget förblev besvärligt för romarna, och Trajanus efterträdare, kejsare Hadrianus, gav upp försöken att erövra det partiska riket. Den romerske fältherren Lusius Quietus slog sedermera med hård hand ned samtliga revolter i östra imperiet. Han blev därefter ståthållare över provinsen Judéen.

## Webblänkar
- Livius: Wars between the Jews and Romans: the revolt against Trajan.
- Richard Gottheil, Samuel Krauss: "Bar Kokba and the Bar Kokba War". Artikel i Jewish Encyclopedia.